# Katie Meili
Catherine (Katie) Meili (Colleyville, 16 april 1991) is een Amerikaanse zwemster. Ze vertegenwoordigde haar vaderland op de Olympische Zomerspelen 2016 in Rio de Janeiro.

## Carrière
Bij haar internationale debuut, op de Pan-Amerikaanse Spelen 2015 in Toronto, veroverde Meili de gouden medaille op de 100 meter schoolslag. Op de 4x100 meter wisselslag legde ze samen met Natalie Coughlin, Kelsi Worrell en Allison Schmitt beslag op de gouden medaille. Samen met Allison Schmitt, Madison Kennedy en Kelsi Worrell zwom ze in de series van de 4x100 meter vrije slag, in de finale sleepten Schmitt en Kennedy samen met Amanda Weir en Natalie Coughlin de zilveren medaille in de wacht. Voor haar aandeel in de series van de 4x100 meter vrije slag werd Meili beloond met de zilveren medaille.
Op de 2016 US Olympic Trials in Omaha (Nebraska) kwalificeerde de Amerikaanse zich, op de 100 meter schoolslag, voor de Olympische Zomerspelen 2016 in Rio de Janeiro. In Brazilië veroverde Meili de bronzen medaille op de 100 meter schoolslag. Op de 4x100 meter wisselslag zwom ze samen met Olivia Smoliga, Kelsi Worrell en Abbey Weitzeil in de series, in de finale legden Kathleen Baker, Lilly King, Dana Vollmer en Simone Manuel beslag op de gouden medaille. Voor haar inspanningen in de series ontving Meili eveneens de gouden medaille.

## Internationale toernooien
| Jaar | Olympische Spelen                                                | WK langebaan                                                                      | WK kortebaan | PanPacs         | Pan-Ams                                                                              |
| ---- | ---------------------------------------------------------------- | --------------------------------------------------------------------------------- | --- | --------------- | ------------------------------------------------------------------------------------ |
| 2015 |                                                                  | geen deelname                                                                     | |                 | 100m schoolslag · 4x100m vrije slag · Meili zwom enkel de series · 4x100m wisselslag |
| 2016 | 100m schoolslag · 4x100m wisselslag · Meili zwom enkel de series |                                                                                   | geen deelname |                 |                                                                                      |
| 2017 |                                                                  | 50m schoolslag · 100m schoolslag · 4x100m wisselslag · Meili zwom enkel de series | |                 |                                                                                      |
| 2018 |                                                                  |                                                                                   | 5e 50m schoolslag · 100m schoolslag · 4x50m wisselslag · 4x100m wisselslag · 4x50m wisselslag gemengd · Meili zwom enkel de series | 100m schoolslag |                                                                                      |
| 2019 |                                                                  | geen deelname                                                                     | |                 | geen deelname                                                                        |

## Persoonlijke records
Bijgewerkt tot en met 13 september 2020
Kortebaan
| Afstand         | Tijd    | Datum            | Plaats  |
| --------------- | ------- | ---------------- | ------- |
| 50m vrije slag  | 24,35   | 30 augustus 2016 | Berlijn |
| 50m schoolslag  | 29,37   | 31 augustus 2016 | Berlijn |
| 100m schoolslag | 1.02,92 | 30 augustus 2016 | Berlijn |
| 100m wisselslag | 58,02   | 31 augustus 2016 | Berlijn |

Langebaan
| Afstand         | Tijd    | Datum            | Plaats    |
| --------------- | ------- | ---------------- | --------- |
| 50m vrije slag  | 25,30   | 10 augustus 2014 | Irvine    |
| 100m vrije slag | 55,05   | 6 augustus 2014  | Irvine    |
| 50m schoolslag  | 29,99   | 30 juli 2017     | Boedapest |
| 100m schoolslag | 1.05,03 | 25 juli 2017     | Boedapest |
| 200m schoolslag | 2.23,18 | 5 mei 2017       | Atlanta   |